# 马尔科·盖斯勒
马尔科·盖斯勒（德語：Marco Geisler，1974年1月18日—），德国男子赛艇运动员。他曾代表德国参加2000年和2004年夏季奥林匹克运动会赛艇比赛，其中2000年奥运会获得一枚铜牌。